# FlyPersia
FlyPersia (persiano: هواپیمایی فلای پرشیا) è una compagnia aerea iraniana a basso costo con sede a Shiraz che opera voli interni di linea.

## Storia
FlyPersia, dopo essersi registrata presso l'Ufficio di registrazione delle imprese nel 2018, ha iniziato le sue attività per ricevere il certificato di operatore aereo dalla National Aviation Organization; dopo averlo ricevuto nel 2019, ha effettuato il suo primo volo passeggeri da Shiraz a Mashhad.

## Destinazioni
Al 2022, FlyPersia opera solamente voli nazionali all'interno dell'Iran.

## Flotta
A dicembre 2022 la flotta di FlyPersia è così composta: